# Cantón de Saint-Gaultier
El cantón de Saint-Gaultier es una división administrativa francesa, situada en el departamento de Indre y la región Centro.

## Geografía
Este cantón está dispuesto alrededor de Saint-Gaultier en el distrito de Le Blanc. Su altitud varía de 84 m s. n. m. (Oulches) a 192 m s. n. m. (Luzeret) con una altitud media de 119 m s. n. m.

## Composición
El cantón agrupa 8 comunas:
| Entidad de la población | Habitantes (2006) | Código postal | Código Insee |
| ----------------------- | ----------------- | ------------- | ------------ |
| Chitray                 | 161               | 36800         | 36051        |
| Luzeret                 | 152               | 36800         | 36106        |
| Migné                   | 275               | 36800         | 36124        |
| Nuret-le-Ferron         | 321               | 36800         | 36144        |
| Oulches                 | 407               | 36800         | 36148        |
| Rivarennes              | 561               | 36800         | 36172        |
| Saint-Gaultier          | 1 932             | 36800         | 36192        |
| Thenay                  | 885               | 36800         | 36220        |

## Demografía
| 1962  | 1968  | 1975  | 1982  | 1990  | 1999  | 2006  | 2007  |
| ----- | ----- | ----- | ----- | ----- | ----- | ----- | ----- |
| 5.721 | 5.918 | 5.462 | 4.996 | 4.825 | 4.593 | 4.711 | 4.694 |